# Станіслав Сломовський

Варіант гербу Абданк

Станіслав Сломовський гербу Абданк (пол. Stanisław Słomowski; ?, Великопольща — 22 вересня 1575, Львів) — польський шляхтич, римо-католицький релігійний діяч, Львівський латинський архієпископ у 1565—1575 роках.

## Життєпис
Народився в не дуже заможній сім'ї у Великопольщі, син Вінцентія (†10 жовтня 1556) — дідича Чехова та Яжомбкува (пол. Jarząbków) у Гнезненському повіті — та його дружини Анни Старчиновської.
Споріднений з краківським єпископом Пйотром Томіцьким, перебував у молодості на його дворі. Братанок Станіслава Ян був сервітором П. Томіцького (1530). 16 травня 1525 року разом з братанком Анджея Кшицького Яном записався до Краківського університету. 25 січня 1526 року посів канонію в Щитно[джерело?] у Краківській катедральній капітулі (в лютому 1540 подав у відставку, 2 жовтня 1549 року поновився). З 1530-х років мав тісні зв'язки з сестринцем А. Кшицького Анджеєм Зебжидовським, став його секретарем, по смерті — виконавцем заповіту. 14 лютого 1560 став суфраганом краківським. Наприкінці березня 1565 року король призначив архієпископом львівським, тоді звернувся до кардинала Станіслава Гоз'юша про підтримку Римської курії. Її отримав від нунція Дж. А. Комендоне. Буллою від 7 жовтня 1565 Папа Павло IV затвердив призначення короля. 7 грудня 1565 року відбулась урочиста церемонія входження на посаду («інґрес»), від капітули його вітав Пйотр Скарга. Під час церемонії «інґресу» міська громада Львова подарувала йому срібний позолочений келих («пугар»), за який майстру-золотарю Геронімові заплатили 54 злотих.
27 червня 1566 року підтримав звернення примаса Якуба Уханського до короля Сигізмунда II Августа, якого духівник закликав проживати спільно з королевою Катажиною. 1567 року був одним з комісарів короля при передачі Стрийського староства від дружини князя Костянтина-Василя Острозького Софії з Тарновських молодому Миколаєві Сенявському.  За його сприяння було: встановлено новий головний вівтар у латинській катедрі Львова; відреставровано резиденції архієпископів у Львові, Дунаєві. Мав добрі стосунки з Львівською капітулою РКЦ.
У вересні 1568 року отримав право «доживоття» на села Оброшине, Оленчиці (пол. Olenczyce) Львівського староства. Брав участь у сеймиках шляхти Руського воєводства. Як ординарій Львівської архидієцезії сприяв покращенню її майнового стану (в судах добився повернення втрачених попередниками джерел доходів).
Після смерті Львівського православного єпископа Арсенія Балабана — батька Гедеона Балабана — 1569 року як львівський архієпископ РКЦ, посилаючись на давнє право, за яким вони мали право представляти свою кандидатуру на посаду Львівського православного єпископа, для затвердження королю подав кандидатуру Івана Лопатки Осталовського.
Помер 22 вересня 1575 року у м. Львів.

## Вшанування
- Григорій Чуй написав йому «ґратуляцію».
- Бартош Папроцький присвятив йому короткий вірш у своєму творі (виданий 1575 у Кракові), де характеризував його як дуже вченого, набожного, наповненого любов'ю до Вітчизни.[5]